# Trachelas oculus
Espèce
Trachelas oculus est une espèce d'araignées aranéomorphes de la famille des Trachelidae.

## Distribution
Cette espèce est endémique de Cuba. Elle se rencontre vers Cayamas et Imías.

## Description
Le mâle holotype mesure 4,40 mm et la femelle paratype 5,80 mm.

## Publication originale
- Platnick & Shadab, 1974 : A revision of the bispinosus and bicolor groups of the spider genus Trachelas (Araneae, Clubionidae) in North and Central America and the West Indies. American Museum Novitates, no 2560, p. 1-34 (texte intégral).